# Droga krajowa B199 (Niemcy)
Droga krajowa 199 (niem. Bundesstraße 199, B 199) – niemiecka droga krajowa w Niemczech składająca się z dwóch niezależnych odcinków, które nie stanowiły nigdy całości. Oba odcinki przebiegają przez teren Niemiec z zachodu na wschód.

## Odcinek w Szlezwiku-Holsztynie

### Miejscowości leżące przy B199
Klixbühl, Leck, Nordstadum, Petershof, Schafflund, Wallsbüll, Unaften, Handewitt, Flensburg, Wees, Munkbrarup, Langballig, Dollerup, Nübel, Steinbergkirche, Steinberg, Koppelheck, Ohrfeld, Lehbek, Gelting, Gundelsby, Rabel, Kappeln.

### Opis trasy
Odcinek w Szlezwiku-Holsztynie przebiega od skrzyżowania z drogą B5 w Klixbühl do skrzyżowania z drogami B201 i B203 w Kappeln.

## Odcinek w Meklemburgii-Pomorzu Przednim

### Miejscowości leżące przy B199
Breest, Postlow, Görke.

### Opis trasy
Odcinek w Meklemburgii-Pomorzu Przednim przebiega od skrzyżowania z autostradą A20 na węźle Anklam koło miejscowości Breest do skrzyżowania z drogą B110 w Görke na przedmieściach Anklam.